# 合囊蕨科
合囊蕨科（Marattiaceae）係為蕨類植物的一科，為合囊蕨目現生成員中唯一的一科，目前共計有6屬，約135種，主要分布於熱帶和亞熱帶。

## 描述
合囊蕨科的成員擁有大型蕨葉，為2-3回羽狀複葉，少有掌狀分裂者。幼葉捲旋，著生於根狀莖或球莖上，多少具由葉肉生成或葉緣伸出之假脈，葉脈游離，至多具一分叉點，葉片及小羽片基部膨大形成葉枕（pulvinus）。孢子囊群著生葉背，線形或圓形，孢子囊分離或側面相互連合成聚合囊；孢子囊無柄，無環帶，壁厚，由數層細胞組成；孢子囊壁呈腹面縱裂或頂端孔裂。合囊蕨科的根部粗壯，莖部短小肥大，葉柄基部具革質宿存之托葉。

## 分類學
合囊蕨科與瓶爾小草科屬於厚囊蕨類，是厚囊蕨類植物現生唯二的兩科，為蕨類植物中較早期的分支出來的一支。

## 成員屬別
目前本科已知現生六屬
- 觀音座蓮屬 Angiopteris
- 天星蕨屬 Christensenia
- 單蕨屬 Danaea
- 杯囊蕨屬 Eupodium
- 合囊蕨屬 Marattia
- 粒囊蕨屬 Ptisana

## 外部連結
- Tree of Life Marattiaceae（页面存档备份，存于）